# Evropská silnice E60
Evropská silnice E60 je evropskou silnicí 1. třídy. Začíná na pobřeží Atlantského oceánu, v Brestu, a končí na hranicích s Čínou, v Irkeštamském průsmyku. Celá trasa měří zhruba 8200 kilometrů, což činí silnici druhou nejdelší v síti evropských silnic.

## Průběh trasy

### Francie
|  | Brest – Lorient – Vannes – Nantes – |  | Nantes – Angers – |  | Angers – Tours – |  | Tours – Orléans – |  | Orléans – Montargis – |  | Montargis – Auxerre – Beaune – |  | Beaune – Dole – Besançon – Belfort – Mylhúzy – |  | Mylhúzy – Saint-Louis – |

### Švýcarsko
|  | – Basilej – Curych – |  | Curych – Winterthur – St. Gallen – St. Margrethen – |

### Rakousko
|  | – Höchst – Bregenz – |  | Bregenz – Lauterach – Feldkirch – Bludenz – |  | – Sankt Anton am Arlberg – Landeck – |  | – Imst – Telfs – Innsbruck – Wörgl – Kufstein – |

### Německo
|  | – Kiefersfelden – Rosenheim – |  | Rosenheim – Traunstein – Bad Reichenhall/Piding – |

### Rakousko
|  | – Wals-Siezenheim – Salcburk – Sattledt – Linec – St. Pölten – |  | – Vösendorf (Vídeňský obchvat) – |  | – Schwechat (Vídeňský obchvat) – |  | – Bruck an der Leitha – Nickelsdorf – |

### Maďarsko
|  | – Hegyeshalom – Mosonmagyaróvár – Győr – Tatabánya – Budapešť – |  | – Üllő (Budapešťský okruh) – |  | Üllő – Cegléd – Szolnok – Kisújszállás – Karcag – |  | Püspökladány – Berettyóújfalu – Ártánd – |

### Rumunsko
|  | – Oradea – Aleşd – Huedin – Kluž – Turda – |  | Turda – Câmpia Turzii – Târgu Mureş – |  | Târgu Mureş – Sighişoara – Brašov – |  | Brašov – Predeal – Ploieşti – Bukurešť – Urziceni – Slobozia – Hârşova – Constanţa – |  | Constanţa – Agigea – () |

### Gruzie
|  | () – Poti – Senaki – |  | Senaki – Samtredia – Kutaisi – Chašuri – Gori – Tbilisi – |  | Okruh kolekm Tbilisi – |  | Tbilisi – Rustavi – |

### Ázerbájdžán
- [M 2] Gandža, Jevlach, Baku
- Ázerbájdžán – Turkmenistán (Kaspické moře)

### Turkmenistán
- [M37] Turkmenbaši – Serdar (Gyzylarbat) – Ašchabad – Tejen – Mary – Türkmenabat (Chardzhou)

### Uzbekistán
- [M 37] Qorako‘l – Buchara
- [A 380] Buchara – Qarshi – G‘uzor
- [M 39] G‘uzor – Sherobod – Termez
- [M 41] Termez – Dušanbe (Tádžikistán)

### Tádžikistán
- Dušanbe – Jirgatol

### Kyrgyzstán
- Sary-Taš – Irkeštamský průsmyk